# Bercero
Bercero település Spanyolországban, Valladolid tartományban. Bercero Torrelobatón, Berceruelo, Velilla, Tordesillas, Torrecilla de la Abadesa, Villalar de los Comuneros, Marzales, Vega de Valdetronco, Gallegos de Hornija, San Salvador és Villasexmir községekkel határos. Lakosainak száma 177 fő (2024).

## Népesség
A település lakosságának változását az alábbi diagram mutatja:
| Lakosok száma | 283  | 248  | 238  | 226  | 216  | 221  | 211  | 207  | 179  | 177  |
|               | 2001 | 2004 | 2007 | 2009 | 2012 | 2014 | 2017 | 2019 | 2022 | 2024 |